# Villa La Lastra
Villa La Lastra si trova a La Lastra di Firenze, tra via Bolognese Vecchia e via della Lastra.

## Storia
L'edificio venne costruito nel XIV secolo per la famiglia Della Lastra, della quale faceva parte il fondatore del Monastero di San Bartolomeo alla Lastra, Maso di Bartolo di Drudolo. Passò ai Baldovinetti che la tennero fino al 1657, quando venne acquistata da Bartolomeo Rigoli. I suoi discendenti tennero la proprietà fino all'inizio dell'Ottocento, mentre dal 1956 a oggi, appartiene ai Carandini.

## Architettura
Si accede alla villa da un vialetto attraverso il giardino, con grandi alberi e un gazebo ottocentesco in ferro battuto.
L'edificio è stato modificato più volte per cui è oggi molto arduo decifrare i caratteri originali della struttura. La pianta è a forma di "T", con una residenza padronale e altri annessi di servizio.
All'interno spicca un grande salone, con un camino in pietra in un ballatoio con beccatelli sul lato minore della sala.
Su via della Lastra si affaccia la cappella gentilizia, con campaniletto a vela, ormai sconsacrata; l'affresco oggi collocato nel salone venne staccato da qui nel periodo della seconda guerra mondiale e raffigura una Madonna col Bambino in trono e santi di epoca trecentesca.